# Florián Zajíc

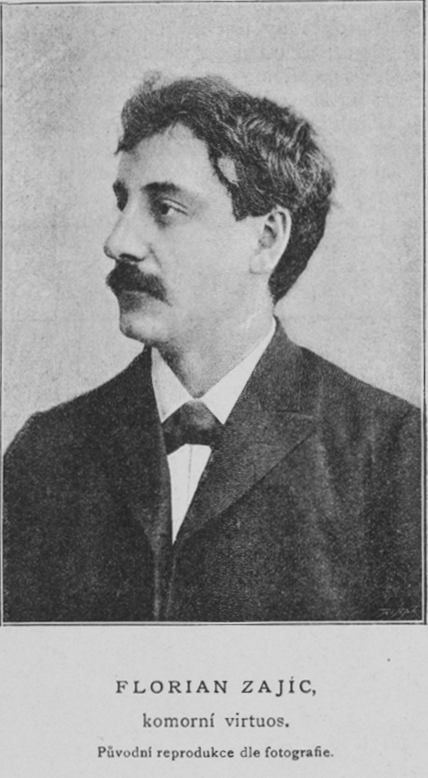
Florián Zajíc (1890)

Florián Zajíc (* 4. Mai 1853 in Unhošť, Böhmen; † 17. Mai 1926 in Berlin) war ein tschechischer Violinist und Musikpädagoge.

## Leben
Zajic wuchs als Kind verarmter Eltern, Jakob Zajic und Vileminy Kovarfik in Böhmen auf. Nur mit Hilfe von Stipendien konnte er für acht Jahre Violine bei Moritz Mildner und Antonín Bennewitz am Prager Konservatorium studieren. Nach seiner Ausbildung wurde er zunächst Mitglied des Augsburger Theaterorchesters, später Konzertmeister in Mannheim, Straßburg (ab 1881) und Hamburg (ab 1889), wo er auch als Lehrer von Paul Dessau wirkte. Zajic war zwischen 1881 und 1889 Lehrer am Konservatorium in Straßburg und folgte 1891 Émile Sauret als Violinlehrer ans Stern’sche Konservatorium in Berlin, wo er später zum Professor berufen wurde. Am 1. Oktober 1895 trat er in den Lehrkörper des Berliner Konservatoriums Klindworth-Scharwenka ein.
In Hamburg trat er zeitweilig mit einem eigenen Streichquartett auf, zusammen mit Julius Schloming (2. Violine), Michael Löwenberg (Viola), und Albert Gowa (Violoncello).
Er spielte auf der als „Heifetz ex David“ berühmt gewordenen Del Gésu Geige aus dem Jahre 1740. Diese hatte er 1885 aus dem Nachlass von Ferdinand David erworben.